# Ricky Renée

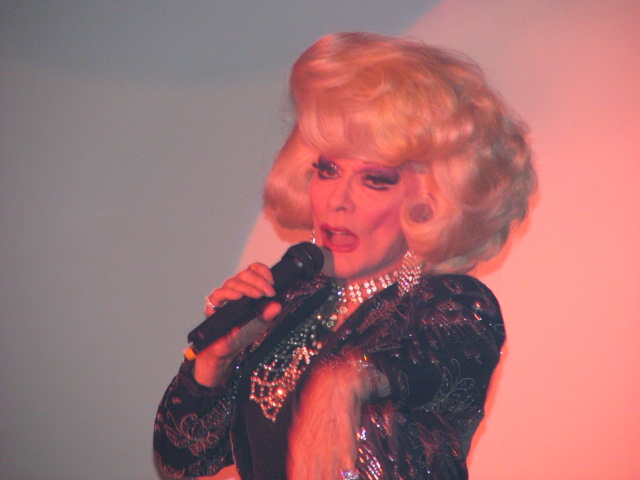
Ricky Renée (2006)

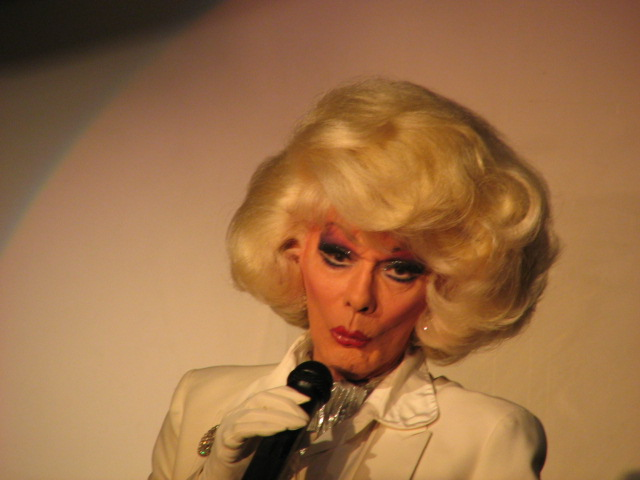
Ricky Renée (2006)

Ricky Renée  (* 3. September 1929 als Jack Gilbert Renner in Indianapolis; † 29. Oktober 2017 in Nürnberg, Deutschland) war ein US-amerikanischer Schauspieler und Travestiekünstler.

## Leben
Im Alter von zwölf Jahren verließ Ricky Indiana und siedelte nach Florida um. Mit 14 ging er nach New York, wo er unter anderem als Tanzlehrer, Fahrstuhlführer und in Cabarets arbeitete. Zusätzlich studierte er Schauspiel bei Katherine Dunham und stand über mehrere Jahre in der „Jewel Box“ als Entertainer auf der Bühne. Schließlich stellte er seine eigene Show zusammen, für die er die Choreografie schrieb, alle Kostüme entwarf und nähte, und in der er sein Orchester dirigierte. In einer dieser Shows wurde er schließlich von einem Showproduzenten aus London engagiert, von wo aus eine internationale Showkarriere begann.
Ricky Renée trat in den folgenden Jahren unter anderem mit Ella Fitzgerald, Josephine Baker und Jayne Mansfield auf, die er auch alle auf der Bühne imitierte, und gastierte mit seiner Show in Paris, Wien, Rom und entlang der Côte d’Azur.
Renner wurde im März 2018 in Frankfurt am Main beigesetzt.:25

## Filmografie
- 1959: „Die Welt bei Nacht“, als Produzent und Regisseur
- The many Faces of Ricky Renee
- Project-X
- 1970: „Good bye Gemini“
- 1972: Cabaret mit Liza Minnelli